# Brétigny (Alta Francia)
Brétigny è un comune francese di 383 abitanti situato nel dipartimento dell'Oise della regione dell'Alta Francia.

## Società

### Evoluzione demografica
Abitanti censiti